# Franco Narducci
Franco Narducci (Santa Maria del Molise, 2 ottobre 1947) è un politico italiano.

## Biografia
Nato a Santa Maria del Molise, vive a Wohlen nel Canton Argovia (Svizzera).

### Carriera politica
Alle elezioni politiche del 2006 viene eletto deputato della XVI legislatura della Repubblica Italiana nella circoscrizione Estero nelle liste de L'Unione. Viene rieletto anche alle elezioni politiche del 2008 con il Partito Democratico.
Non è più rieletto alle elezioni politiche del 2013.
L'anno dopo si candida a sindaco nel suo comune, senza essere eletto.